# Ultra Q
Ultra Q (ウルトラQ, Urutora Kyū) é uma série de televisão japonesa tokusatsu kaiju de 1966 criada por Eiji Tsuburaya. Produzida pela Tsuburaya Productions, é a primeira entrada na longa franquia Ultraman (apesar de não apresentar Ultraman) e foi transmitida na Tokyo Broadcasting System (TBS) de 2 de janeiro a 3 de julho de 1966 (o episódio final foi antecipado até 14 de dezembro de 1967), com um total de 28 episódios. A esta série seguiu-se, duas semanas depois, a mais popular Ultraman (1966), a segunda entrada na franquia.
Ultra Q pode ser descrita como uma série de kaiju da Toho de meia hora. O produtor executivo Eiji Tsuburaya pretendia que esta série fosse mais parecida com as séries de televisão americanas Além da Imaginação e The Outer Limits, apresentando uma variedade de histórias estranhas e invulgares. Após um inquérito, o canal de televisão TBS convenceu a Tsuburaya Productions a acrescentar mais monstros gigantes, uma vez que as crianças se interessavam intensamente por eles, já que Godzilla (Gojira) e Gamera estavam na moda na época (o primeiro “Kaiju Boom” ocorreu depois de Ultra Q se ter tornado um enorme sucesso). Tal como Arquivo X, a série apresenta personagens contínuas que investigam estranhos fenómenos sobrenaturais, incluindo monstros gigantes, extraterrestres, fantasmas e várias outras ameaças.
O título originalmente planeado para este projeto era Unbalance (desequilíbrio), tendo sido posteriormente renomeado para Ultra Q, principalmente devido ao facto de a palavra “Ultra” ter ganho popularidade devido à ginasta japonesa medalha de ouro nos Jogos Olímpicos de verão de 1964, que utilizou uma técnica denominada “Ultra C”. O “Q” significa “Question” (pergunta) e está também associado a outra série de sucesso da TBS, Obake no Q-tarō, uma série de animação baseada no mangá de Fujiko Fujio. A série começou a ser produzida em 1964, com estreia marcada para janeiro de 1966. Na altura, esta foi a série de televisão mais cara alguma vez produzida no Japão.

## Personagens
- Jun Manjome (万城目 淳, Manjōme Jun; interpretado por Kenji Sahara): Um aviador do Serviço Aéreo Hoshikawa e escritor amador de ficção científica.
- Yuriko Edogawa (江戸川 由利子, Edogawa Yuriko; interpretada por Hiroko Sakurai): Uma jornalista da Daily News.
- Ippei Togawa (戸川 一平, Togawa Ippei; interpretado por Yasuhiko Saijou): O parceiro de aviação de Jun na Hoshikawa.
- Professor Ichinotani (一ノ谷博士, Ichinotani-hakase; interpretado por Ureo Egawa): cientista de renome mundial, e assistência ocasional a Jun, Yuriko e Ippei em tempos de crise.
- News Desk Editor, Seki (関デスク, Seki Desuku; interpretado por Yoshifumi Tajima): Chefe de Yuriko e editor da Daily News.

Devido à sua estatura como realizador e à sua relação próxima com a Toho (eram investidores e faziam parte do Conselho de Administração da Tsuburaya Productions),  Eiji Tsuburaya recebeu ordens da sua equipe para levar o que fosse necessário do armazém de adereços, onde estavam guardados os vários adereços dos seus filmes, para utilizar na série. O grande adereço de Manda foi usado para o dragão Kairyu (enquanto a cabeça foi usada como a parte da frente de um navio Viking visto no episódio 12), bem como o adereço de Oodako de Frankenstein vs. Baragon tornou-se Sudar, enquanto a roupa de Maguma de Gorath foi reaproveitado como Todola. Outras roupas e adereços foram renovados para representar alguns dos monstros, tais como Godzilla para Gomess, King Kong para Goro, Baragon para Pagos, e um pequeno adereço mecânico de Rodan foi desmontado e reconstruído como os monstros pássaros Litra e Largeus, respetivamente.

## No Brasil
Ultra Q estreou no dia 11 de Outubro de 1968 na Rede Bandeirantes, sendo exibida todos as sextas-feiras, às 19 horas da noite . Sua última exibição foi no dia 12 de Março de 1974 .

## Episódios
| Nº | Título | Data de estreia original |
| -- | --- | ------------------------ |
| 1  | "Defeat Gomess!" Transliteração: "Gomesu o Taose!" (em japonês: ゴメスを倒せ!)                                    | 2 de janeiro de 1966     |
| 2  | "Goro and Goro" Transliteração: "Gorō to Gorō" (em japonês: 五郎とゴロー)                                         | 9 de janeiro de 1966     |
| 3  | "The Gift from Space" Transliteração: "Uchū kara no Okurimono" (em japonês: 宇宙からの贈りもの)                   | 16 de janeiro de 1966    |
| 4  | "Mammoth Flower" Transliteração: "Manmosu Furawā" (em japonês: マンモスフラワー)                                  | 23 de janeiro de 1966    |
| 5  | "Peguila Is Here!" Transliteração: "Pegira ga Kita!" (em japonês: ペギラが来た!)                                  | 30 de janeiro de 1966    |
| 6  | "Grow Up! Little Turtle" Transliteração: "Sodateyo! Kame" (em japonês: 育てよ! カメ)                              | 6 de fevereiro de 1966   |
| 7  | "S.O.S. Mount Fuji" Transliteração: "Esu Ō Esu Fujisan" (em japonês: SOS富士山)                                   | 13 de fevereiro de 1966  |
| 8  | "Terror of the Sweet Honey" Transliteração: "Amai Mitsu no Kyōfu" (em japonês: 甘い蜜の恐怖)                      | 20 de fevereiro de 1966  |
| 9  | "Baron Spider" Transliteração: "Kumo Danshaku" (em japonês: クモ男爵)                                             | 27 de fevereiro de 1966  |
| 10 | "The Underground Super Express Goes West" Transliteração: "Chitei Chōtokkyū Nishi e" (em japonês: 地底超特急西へ) | 6 de março de 1966       |
| 11 | "Balloonga" Transliteração: "Barunga" (em japonês: バルンガ)                                                      | 13 de março de 1966      |
| 12 | "I Saw a Bird" Transliteração: "Tori o Mita" (em japonês: 鳥を見た)                                               | 20 de março de 1966      |
| 13 | "Garadama" (em japonês: ガラダマ)                                                                                 | 27 de março de 1966      |
| 14 | "Tokyo Ice Age" Transliteração: "Tōkyō Hyōgaki" (em japonês: 東京氷河期)                                          | 3 de abril de 1966       |
| 15 | "Kanegon's Cocoon" Transliteração: "Kanegon no Mayu" (em japonês: カネゴンの繭)                                   | 10 de abril de 1966      |
| 16 | "Garamon Strikes Back" Transliteração: "Garamon no Gyakushū" (em japonês: ガラモンの逆襲)                         | 17 de abril de 1966      |
| 17 | "The 1/8 Project" Transliteração: "Hachibun-no-Ichi Keikaku" (em japonês: 1/8計画)                                | 24 de abril de 1966      |
| 18 | "The Rainbow's Egg" Transliteração: "Niji no Tamago" (em japonês: 虹の卵)                                         | 1 de maio de 1966        |
| 19 | "Challenge from the Year 2020" Transliteração: "Nisen-nijū-nen no Chōsen" (em japonês: 2020年の挑戦)              | 8 de maio de 1966        |
| 20 | "The Primordial Amphibian Ragon" Transliteração: "Kaitei Genjin Ragon" (em japonês: 海底原人ラゴン)               | 15 de maio de 1966       |
| 21 | "Space Directive M774" Transliteração: "Uchū Shirei Emu Nana Nana Yon" (em japonês: 宇宙指令M774)                 | 22 de maio de 1966       |
| 22 | "Metamorphosis" Transliteração: "Henshin" (em japonês: 変身)                                                      | 29 de maio de 1966       |
| 23 | "Fury of the South Sea" Transliteração: "Nankai no Ikari" (em japonês: 南海の怒り)                                | 5 de junho de 1966       |
| 24 | "The Statue of Goga" Transliteração: "Gōga no Zō" (em japonês: ゴーガの像)                                        | 12 de junho de 1966      |
| 25 | "The Devil Child" Transliteração: "Akumakko" (em japonês: 悪魔ッ子)                                               | 19 de junho de 1966      |
| 26 | "Blazing Glory" Transliteração: "Moero Eikō" (em japonês: 燃えろ栄光)                                             | 26 de junho de 1966      |
| 27 | "The Disappearance of Flight 206" Transliteração: "Ni Maru Roku Bin Shōmetsu-su" (em japonês: 206便消滅す)        | 3 de julho de 1966       |
| 28 | "Open Up!" Transliteração: "Aketekure!" (em japonês: あけてくれ!)                                                 | 17 de dezembro de 1967   |

## Drama de rádio
Em 2003, foi produzida uma série dramática radiofónica semanal chamada The Ultra Q Club. A série contava com a voz do elenco original de Ultra Q. 

## Legado
Nos anos que se seguiram à série original, foi lançado um filme de ação live-action chamado Ultra Q The Movie: Legend of the Stars foi lançado em 1990. Em 2004, foi produzida uma nova série chamada Ultra Q: Dark Fantasy, enquanto outra série chamada Neo Ultra Q começou a ser exibida no início de 2013.

## Produção
O conceito original da série (quando se ia chamar Unbalance) acabou por ser usado para uma série de antologia de terror de 13 episódios intitulada Horror Theater Unbalance, produzida pela Tsuburaya Productions em 1973 
Vários monstros de Ultra Q foram reutilizados ou remodelados para vários monstros de Ultraman. Kemur e Ragon (ambos agora de tamanho gigante) regressaram, enquanto o fato de Garamon foi reutilizado e reparado para servir de Pigmon. Outros fatos foram alterados para interpretarem outros monstros, como Pegulia se tornando Chandlar, Kemur se tornando Alien Zetton, Pagos a ser transformado em Neronga (e mais tarde Magular e Gabora), enquanto a cabeça dos Cicada Human foi modificada para se tornar a cabeça do Alien Baltan. Finalmente, a roupa de Peter foi modificada para se tornar a de Guesra. 